# Кавур (Південна Дакота)
Кавур (англ. Cavour) — місто (англ. town) в США, в окрузі Бідл штату Південна Дакота. Населення — 128 осіб (2020).

## Географія
Кавур розташований за координатами 44°22′10″ пн. ш. 98°2′32″ зх. д. / 44.36944° пн. ш. 98.04222° зх. д. (44.369329, -98.042096).  За даними Бюро перепису населення США в 2010 році місто мало площу 1,06 км², уся площа — суходіл.

## Демографія
Згідно з переписом 2010 року, у місті мешкало 114 осіб у 56 домогосподарствах у складі 30 родин. Густота населення становила 107 осіб/км².  Було 61 помешкання (57/км²).
Расовий склад населення:
| - 93,9 % — білих - 3,5 % — осіб інших рас |

До двох чи більше рас належало 2,6 %. Частка іспаномовних становила 7,9 % від усіх жителів.
За віковим діапазоном населення розподілялося таким чином: 15,8 % — особи молодші 18 років, 68,4 % — особи у віці 18—64 років, 15,8 % — особи у віці 65 років та старші. Медіана віку мешканця становила 49,0 року. На 100 осіб жіночої статі у місті припадало 132,7 чоловіків;  на 100 жінок у віці від 18 років та старших — 128,6 чоловіків також старших 18 років.
Середній дохід на одне домашнє господарство  становив 47 629 доларів США (медіана — 42 083), а середній дохід на одну сім'ю — 61 050 доларів (медіана — 56 250). Медіана доходів становила 37 917 доларів для чоловіків та 26 250 доларів для жінок. За межею бідності перебувало 9,4 % осіб, у тому числі 3,8 % дітей у віці до 18 років та 7,7 % осіб у віці 65 років та старших.
Цивільне працевлаштоване населення становило 63 особи. Основні галузі зайнятості: виробництво — 36,5 %, освіта, охорона здоров'я та соціальна допомога — 12,7 %, роздрібна торгівля — 9,5 %, мистецтво, розваги та відпочинок — 7,9 %.